# Tierps pastorat
Tierps pastorat är ett pastorat i Upplands norra kontrakt i Uppsala stift i Tierps kommun. 
Pastoratet omfattar Hållnäs-Österlövsta församling, Tolfta församling och Västlands församling. Dess pastoratkod är 011005.

## Administrativ historik
Ett pastorat med detta namn fanns fram till 2009 och omfattade då enbart Tierps församling.
2015 återuppstod pastoratet med omfattning enligt ovan. 